# 桜島爆発記念碑
桜島爆発記念碑（さくらじまばくはつきねんひ、旧字体：櫻島爆發記󠄂念碑）とは、1914年（大正3年）1月12日の鹿児島県桜島の噴火災害（大正大噴火）の後に建てられた石碑（災害記念碑）であり、複数存在するが、中でも1924年（大正13年）1月に当時の鹿児島県鹿児島郡東桜島村大字湯之（現：鹿児島県鹿児島市東桜島町）に建立された碑を指すことが多い。本項でもその碑についてのみ述べる。

## 概要
石碑の現在の所在地は、鹿児島県鹿児島市東桜島町にある鹿児島市立東桜島小学校の敷地内となっている。高さは2.5 mほど。碑文の内容は、前述の桜島大正大噴火の被害を伝えるものになっている。この大正大噴火の被害を伝える石碑は他にもあり、いずれも噴火時の桜島からの避難者らが移住先で建立したものが多く、大隅半島を中心に鹿児島県内に約50基確認されているが、中でもこの石碑が注目される理由は、碑文の内容から「科学不信の碑」として知られているためである。

## 経緯
上述の「村長」とは当時の東桜島村長・川上福次郎である。川上は危うく助かったが、自分が鹿児島測候所（現：鹿児島地方気象台）の回答を信用して住民に避難しないよう指示し、結果として多くの遭難者を出してしまったことを悔い「この噴火では、測候所を信用して多くの死者を出した。住民は桜島の異変を知ったら、理屈を信用しないで未然に避難せよ」との文面の石碑を建て、教訓を後世に残すことを念願した。川上はこれを果たせずに死去したが、噴火から10周年を迎えた1924年1月に、後任の村長・野添八百蔵が碑の建立を果たした。
碑文は、当時の鹿児島新聞（現：南日本新聞）の記者・牧暁村が執筆したが、自らの判断で「測候所」を「理論」とぼかして「理論ニ信頼セス」としたことから、この碑が「科学不信の碑」として知られることになった。

## 拓本採取
鹿児島県立博物館では、2014年が桜島大正大噴火100周年であったことから、2013年度にその企画展を行うことを計画し、その一環として、この記念碑も含めて、被害を伝える石碑の拓本採取に取り組んだ。こうした石碑の多くがもろい溶結凝灰岩で作られていることから、風化により字が崩れるなどして碑文が判読しづらくなっているためである。